# Kritische Volumina
Die kritischen Volumina sind ein weit verbreitetes Verfahren für die Aggregation von Schadstoffen und die Bewertung  innerhalb der Ökobilanzierung.
Die Ursprünge des Verfahrens gehen auf eine Verpackungsstudie von BASLER und HOFFMANN von 1974 zurück.
Die Umwelt als schützenswertes Objekt wird in die drei Teile Luft, Wasser und Boden untergliedert. Für jeden Schadstoff wird das Volumen  berechnet, welches für das jeweilige Umweltmedium mit dem gesetzlichen Grenzwert belastet wird. Der aggregierte Wert für jedes Umweltmedium lässt sich durch Summieren bestimmen. Die Ergebnisse sind die kritischen Volumina für Boden, Luft und Wasser. Das Ergebnis ist theoretischer Natur, da ein Medium, der Rechnung zufolge, nur mit einem einzigen Schadstoff belastet wird.

## Konzept
Eine Methode zur Berechnung der kritischen Volumina wurde vom Schweizer Bundesamt für Umweltschutz (BUS), dazwischen Bundesamt für Umwelt, Wald und Landschaft (BUWAL), heute Bundesamt für Umwelt (BAFU), entwickelt.
Hintergrund der Berechnung ist, dass man für jeden in ein Medium abgegebenen Schadstoff berechnet, welches Volumen an Luft oder an Wasser durch seine Anwesenheit bis zum Grenzwert belastet wird. Es findet somit eine Gewichtung anhand der Grenzwerte statt.
Es werden Kennzahlen für
- kritische Luftmenge in m³/kg
- kritische Wassermenge in dm³/kg
- feste Abfallmenge in cm³/kg
- Energieäquivalenzwert in MJ/kg

gebildet.
Das Ziel ist es, nach Ende der Berechnung alternative Verpackungen zu vergleichen und davon eine Verbesserungsstrategie abzuleiten.

## Berechnung

### Luft und Wasser
1. Erfassung aller Schadstoffe des Betrachtungsobjektes für die Grenzwerte bezüglich der Umweltmedien: Luft und Wasser
2. Einteilung der Schadstoffe in zwei Klassen:
  - Schadstoffe, die ins Wasser emittiert werden.
  - Schadstoffe, die in die Luft emittiert werden.
3. Umrechnung der Schadstoffemissionen des Betrachtungsobjektes auf die Vergleichsbasis ein Kilogramm
4. Berechnung des Luft- bzw. Wasservolumens, das der emittierte Schadstoff bis zum Grenzwert belastet:
  - kritisches Volumen des Schadstoffes (Luft)=Emission x/Immissionsgrenzwert x
  - kritisches Volumen des Schadstoffes (Wasser)=Emission x/Emissionsgrenzwert x
5. Zusammenfassen der Einzelwerte innerhalb der beiden Kategorien Luft und Wasser.

### Feste Abfallmenge
1. Trennung der zu entsorgenden Abfälle nach Entsorgungsarten (Verbrennung oder direkte Deponierung) und Berechnung der Entsorgungsquoten
2. Für die zu verbrennenden Abfälle sind zu ermitteln: Arten und Mengen an Luftemissionen, Filterstaub, Rauchgasreinigungsschlamm, Verbrennungsrückstände, freigesetzte Wärme
3. Korrekturfaktor (bspw. wegen Verdichtung) für Deponieabfälle → Ergebnis: spezifisches Deponievolumen des Abfalls (=feste Abfallmenge)

### Energieäquivalenzwert
1. Erfassung des elektrischen und thermischen Energieverbrauchs → Netto-Energieverbrauch
2. Berechnung des jeweiligen Brutto-Energieverbrauchs

## Beispiel
Bei der Herstellung einer Verpackung, z. B. für ein Industriegut entstehen Schadstoffe, die in die Umwelt emittiert werden. Die Schadstoffe sind in der ersten Spalte der Tabelle genannt und in der dritten Spalte quantifiziert. Um nun die kritischen Volumina zu berechnen, werden die emittierten Mengen durch die Grenzwerte aus Spalte 5 für die jeweiligen Schadstoffe geteilt. Anschließend wird die Summe der einzelnen Quotienten der Kategorien (hier zur Vereinfachung nur Luft und Wasser) gebildet. Mit den nun erhaltenen kritischen Volumina kann die hier betrachtete Verpackung mit einer anderen auf ökologische Vorteilhaftigkeit verglichen werden.
| Schadstoff         | Abkürzung | Masse (in kg) | Medium | Grenzwerte  | kritische Luftmenge | kritische Wassermenge |
| ------------------ | --------- | ------------- | ------ | ----------- | ------------------- | --------------------- |
| Stickoxide         | NOx       | 2,349 g       | Luft   | 0,03 mg/m³  | 78.300,0 m³/kg      |                       |
| Fluoride           | F         | 0,003 g       | Wasser | 10,00 mg/l  |                     | 0,3 dm³/kg            |
| Quecksilber        | Hg        | 0,001 g       | Wasser | 0,01 mg/l   |                     | 100,0 dm³/kg          |
| Öle                |           | 0,514 g       | Wasser | 20,00 mg/l  |                     | 25,7 dm³/kg           |
| Kohlenwasserstoffe | HC        | 6,475 g       | Luft   | 15,00 mg/m³ | 431,6 m³/kg         |                       |
|                    |           |               |        | Summe       | 78.731,6 m³/kg      | 126,0 dm³/kg          |